# Rönnarp
Rönnarp är en bebyggelse utmed länsväg 110  i Helsingborgs kommun norr om Tågarp.  Bebyggelsen blev av SCB 2020 avgränsad till en småort. 